# Bernat Antoni Pasqual
Bernat Antoni Pasqual (Arenys de Mar, 1650 - Pressburg, Sacre Imperi Romanogermànic, 1720), militar, cavaller i home de Cort.
Va néixer a Arenys el 12 de gener de 1650. Fill de Francesc Pasqual, nebot del constructor de vaixells Miquel Pasqual i cosí germà del bisbe de Vic, Antoni Pasqual, quedà orfe als 13 anys. El recolliren uns parents, però decidí guanyar-se la vida per no viure de caritat i se n'anà a França, on ingressà a l'exèrcit.
Participa en la Guerra francoholandesa i se li reconeixen honors en les lluites del pas del Rin (1672) i la presa de la ciutat de Maastricht (1673), fins que el 1674, en negar-se a atacar Espanya, desertà a Anglaterra, on l'acollí el rei Carles II, i el nomenà cavaller. Després de moltes aventures i desventures es traslladà a la cort de Versalles, com a gentilhome de la Cambra amb residència al Palau Reial.
En aquella època, Lluís XIV envià en Bernat Pasqual a Madrid, amb una comissió secreta, perquè influís a la cort. Abans d'anar a Castella, però, passà una temporada a Arenys, on coincidí amb el seu cosí Antoni Pasqual, bisbe de Vic. Bernat Pasqual assistí a la consagració de l'església de Santa Maria d'Arenys, vestit de gentilhome de la cort de Versalles.
Finalment, arribat a Madrid, en entrar en contacte amb la cort, decidí quedar-s'hi, fins que el setembre de 1686, rebé l'ordre d'organitzar totes les places fortes de cara a la guerra que s'apropava, especialment les de Catalunya, que eren més properes a l'embranzida dels exèrcits de Lluís XIV. En esclatar la Guerra dels Nou Anys (1688), guerrejà bravament foragitant els francesos de diversos llocs conquerits a Catalunya.
Als 47 anys, Bernat Pasqual s'establí a Arenys i es casà amb Anna de Formenter.
El 1700 esclatà la Guerra de Successió. En Bernat Pasqual, partidari de l'arxiduc Carles d'Àustria, presidí una Junta per la defensa d'Arenys, reunida a la Torre de Mar o Fortalesa, on formà el cos de fusellers que col·laborà amb el coronel Amill en el desembarcament de davant de Ca l'Alero (entre Arenys i Canet).
Quan els exèrcits borbònics s'apoderaren d'Arenys, el 8 de maig de 1714, Bernat Pasqual caigué ferit, però tres mesos després tornà a la lluita formant part de la columna del marquès del Poal que havia d'entrar a Barcelona, que fou vençuda i dispersada pel duc de Berwick. Bernat Pasqual romangué a Arenys fins que hagué d'exiliar-se.
El 29 d'octubre, s'embarcà, junt amb d'altres, a la platja d'Arenys. En arribar a Àustria, l'Emperador Carles els omplí d'honors i el nomenà Camarlenc de l'Imperi i Conseller.
Morí als 70 anys. És enterrat a la Basílica de Pressburg (actual Bratislava), ja que no fou possible tornar el seu cos al seu país, tal com ell desitjava. L'Emperador ordenà col·locar una làpida funerària on es ressenyaven els seus valuosos serveis perquè fos recordat sempre més.